# Бойко, Анатолий Григорьевич
Анатолий Григорьевич Бойко (род. 9 апреля 1947 года, Луганск) — советский и украинский тренер по лёгкой атлетике. Мастер спорта СССР. Заслуженный тренер Украины. Заслуженный работник физической культуры и спорта Украины (2012).

## Биография
Анатолий Григорьевич Бойко родился 9 апреля 1947 года в Луганске.
Был членом сборной СССР по лёгкой атлетике. Тренировался у Анатолия Николаевича Панченко, Татьяны Ивановны Плехановой и Зория Давидовича Крейниса. Бойко — экс-рекордсмен Украины в тройном прыжке — 16,59 м (1972).
После окончания спортивной карьеры работал преподавателем в техникуме физической культуры. Затем стал тренером-преподавателем Донецкой школы высшего спортивного мастерства и доцентом кафедры олимпийского и профессионального спорта Донецкого государственного института здоровья, физического воспитания и спорта.
Наиболее известной воспитанницей Анатолия Григорьевича является Ольга Саладуха — бронзовый призёр Олимпийских игр 2012 года, чемпионка мира 2011 года, трёхкратная чемпионка Европы (2010, 2012, 2014), которую тренировалась у него с 13 лет. Также Бойко тренировал мастера спорта международного класса Ольгу Бойко и Кристина Русинову.
Женат на Зое Алексеевне Бойко, которая работала тренером по лёгкой атлетике, а ныне — директор донецкой СДЮШОР № 8 им. С. Бубки. Есть дочь — Ольга.

## Награды и звания
- Почётное звание «Заслуженный тренер Украины» по лёгкой атлетике.
- Почётное звание «Заслуженный работник физической культуры и спорта Украины» (2012)[8].